# Walter Zollin
Walter Zollin, geboren als Walter Zollinger (* 2. Dezember 1918 in Wiesbaden, Deutsches Reich; † nach Sommer 1999 in der Schweiz) war ein Schweizer Filmarchitekt.

## Leben und Wirken
Der Sohn des 1877 geborenen Zürcher Schauspielers Walter Zollinger, genannt „Zollin“, der zwischen 1901 und 1924 am Hof- bzw. Staatstheater Wiesbaden engagiert war, erhielt seine künstlerische Ausbildung Ende der 1930er Jahre an der Kunstgewerbeschule Zürich und der Akademie der bildenden Künste Wien (Studium der europäischen Architektur und Kunstgeschichte), das er mit einem Diplom abschloss. Außerdem durchlief Walter Zollin jr. eine Lehre zum Dekorationsmaler. 1940/41 stiess er in der Schweiz zum Film. An der Seite des erfahrenen Kollegen Fritz Butz begann Zollin junior 1941 als Co-Architekt bei der Erstellung der Filmbauten zu den Produktionen Romeo und Julia auf dem Dorfe und Bider der Flieger. Gleich im Anschluss daran, noch 1941, ging Zollin nach Wien, wo er als zweiter Architekt an Willi Forsts Grossproduktion Wiener Blut beteiligt war. 
Bei der Wien-Film wurde der erfahrene Chefarchitekt Werner Schlichting sein Lehrmeister. Bis Kriegsende 1945 war Zollin in untergeordneter Funktion an der Herstellung so illustrer Filmerfolge wie Wen die Götter lieben, Späte Liebe, Der weiße Traum und Titanic, wo er im Rahmen der Spezialeffekte die Modelle der Trickaufnahmen schuf, beteiligt. Es folgten weitere Hilfstätigkeiten als zweiter Architekt bei den Kinofilmen Der gebieterische Ruf, Wiener Mädeln, Das andere Leben, Eroica, Weißes Gold, Der dritte Mann, Föhn, Palace-Hotel und bei einer Reihe von Kultur- und wissenschaftlichen Filmen wie Kunst der Etrusker und einem Luther-Film der BBC. Auch als Bühnenbildner fand Zollin zeitweise Beschäftigung. Anders als dem Gros seiner Kollegen gelang es Walter Zollin nach 1945 zu keiner Zeit, sich als Chefarchitekt beim deutschen oder beim Schweizer Film durchzusetzen. Kinofilmbauten konnte er nach 1945 nur zu zwei Schweizer Produktionen der 1950er Jahre eigenständig errichten.
Zollin lebte im Sommer 1999 in einem Schweizer Pflegeheim. 2005 war er nicht mehr im Jahrbuch Film and Television Design Annual des Verbandes der Szenenbildner, Filmarchitekten und Kostümbildner gelistet, dürfte also damals schon verstorben gewesen sein.

## Filmografie
Nur als Chefarchitekt von Spielfilmen:
- 1941: Romeo und Julia auf dem Dorfe
- 1941: Bider der Flieger
- 1954: Frühlingslied
- 1959: HD Läppli